# .bo
.bo è il dominio di primo livello nazionale assegnato alla Bolivia.